# Vagrant Story
Vagrant Story (яп. ベイグラントストーリー бэйгуранто суто:ри:, «История скитальца») — компьютерная игра в жанре экшн-РПГ, разработанная и выпущенная японской компанией Square Co. (ныне Square Enix) для консоли PlayStation в 2000 году. Позже игра была перевыпущена в сети цифровой дистрибуции PlayStation Network для консолей PlayStation 3 и PlayStation Portable. Разработкой игры занимался ряд бывших сотрудников студии Quest, в том числе геймдизайнер Ясуми Мацуно, художник Акихико Ёсида и композитор Хитоси Сакимото — ранее они в составе Square Co. создали успешную тактическую ролевую игру Final Fantasy Tactics. Мацуно выполнял при разработке Vagrant Story роли руководителя, продюсера и сценариста одновременно.
Действие игры происходит в вымышленной средневековой стране Валендия и находящемся на её окраине древнем разрушенном городе Леа-Монд. Главный герой игры Эшли Райот, «рискбрейкер» — специальный агент на правительственной службе — проникает в Леа-Монд и оказывается впутанным в борьбу за власть над зловещими сверхъестественными силами, поселившимися в городе.
Vagrant Story тесно связана с играми в вымышленной вселенной Ивалис, в том числе более ранней Final Fantasy Tactics и вышедшей позже Final Fantasy XII, также разработанными под руководством Ясуми Мацуно. С играми во вселенной Ивалис Vagrant Story объединяет ряд взаимных отсылок, упоминаний персонажей и географических названий. В 2004 году, во времена разработки Final Fantasy XII Мацуно утверждал, что события Vagrant Story также происходят в Ивалисе. Позже, однако, Мацуно подчёркивал, что Vagrant Story изначально разрабатывалась как отдельная игра в отдельной вселенной и остаётся для него таковой.
Vagrant Story отличается от современных ей игр Square, напоминая игры жанра roguelike: игроку предлагается передвигаться по лабиринтообразным подземельям и улицам Леа-Монда, вступая в сражения с различными противниками, находя сокровища и решая многочисленные головоломки. В ней отсутствует типичный для японских ролевых игр «отряд» героев (игрок управляет лишь одним Эшли), возможность мирного взаимодействия с неигровыми персонажами и магазины — на замену им введена сложная система создания и модификации оружия. Игра получила высокие оценки критики; обозреватели отмечали в первую очередь блестящий сюжет, сравнивая Vagrant Story с голливудскими блокбастерами, и сложный, но увлекательный игровой процесс.

## Игровой процесс
Большая часть действия Vagrant Story происходит в подземельях, разделённых на множество комнат. Управление героем осуществляется в режиме от третьего лица, но в режиме паузы можно осмотреть окружение в режиме от первого лица. Вся игра, включая модели персонажей, выполнена в трёхмерной графике. Передвижение происходит в режиме реального времени, в правом нижнем углу экрана показывается схематичная карта текущей локации.
Главный герой Эшли может бегать, прыгать, забираться на уступы; для преодоления некоторых препятствий необходимо переносить или толкать размещённые в подземельях ящики и каменные блоки, что добавляет в игровой процесс элементы головоломок и платформера. Единожды решённые головоломки можно решать заново, повторно посещая комнату с головоломкой.
В Vagrant Story присутствует большое количество оружия и доспехов разного рода. В игре отсутствуют торговцы и магазины, однако оружие и доспехи добываются игроком в качестве трофеев с поверженных противников или из сундуков с сокровищами. В специальных комнатах-мастерских игрок может ремонтировать и усовершенствовать имеющееся вооружение, или же конструировать новое. Каждое оружие в игре имеет три набора характеристик: тип — колющее, дробящее или рубящее; уровни стихий, отвечающие за эффективность против противников, принадлежащие к определённой стихии; и отдельные шкалы эффективности против различных классов противников. При использовании оружия против различных врагов эти параметры растут или понижаются, меняясь независимо от характеристик персонажа. Целенаправленно повышая определённые характеристики оружия, можно сделать его крайне эффективным. При нанесении и получении урона оружие и доспехи изнашиваются, так что игрок должен следить за состоянием вооружения и вовремя его ремонтировать.
Как и в ряде других игр Square, в Vagrant Story после первого полного прохождения игроку становится доступна «Новая игра+» — возможность начать игру заново, сохранив вооружение и способности из предыдущего прохождения. Эта опция позволяет получить доступ к недоступным в первом прохождении уровням с более сильными противниками и ценными сокровищами.

### Боевая система

Бой в Vagrant Story. Сферическая зелёная сетка вокруг героя обозначает радиус атаки — атаковать можно лишь противников, попавших внутрь этой сферы. Для удара выбрана голова противника; в нижней части экрана показана краткая информация о цели и вероятности того, что удар окажется успешным. Индикаторы в верхней части экрана сообщают о текущих очках жизни, очках магии и уровне риска.

Встреченные в отдельных комнатах противники перемещаются в реальном времени и могут свободно атаковать Эшли; как правило, комнату нельзя покинуть, не уничтожив всех противников в ней. Боевая система Vagrant Story имеет сходство с другой игрой Square — Parasite Eve. Хотя бой проходит в реальном времени, нажатием определённой кнопки игрок может приостановить игру для атаки. При этом вокруг героя появляется сфера поражения — она соответствует длине оружия, которым в текущий момент вооружён персонаж. У короткого оружия, такого как кинжалы или короткие мечи, радиус сферы очень мал, но скорость атаки выше, чем у алебард или арбалетов. Если внутрь сферы поражения попадает какая-либо из частей тела противника, по ней можно нанести удар. У многих противников одни части тела более уязвимы для определённых видов оружия и определённых способностей, чем другие, так что победа над тем или иным врагом часто представляет собой тактическую головоломку.
Если первый удар попал по врагу и нанёс ему урон, игрок может продолжить связку ударов, в соответствии с подсказкой на экране нажимая в определённый момент одну из кнопок атаки. В распоряжении игрока находится ряд специальных способностей — некоторые из них наносят врагу дополнительный урон, другие позволяют восстановить здоровье или иные характеристики самому персонажу. Однако с каждым последующим ударом продолжить связку становится сложнее.
Помимо атак с помощью оружия, игрок в Vagrant Story может использовать магические заклинания, тратя на их применение очки магии. Чтобы освоить то или иное заклинание, необходимо найти и использовать специальный предмет-гримуар. Разнообразные заклинания позволяют уничтожать врагов, усиливать персонажа или восстанавливать ему очки жизни, а также упростить путешествие по подземельям — например, позволяя увидеть скрытые ловушки или отпереть запертые сундуки с сокровищами. Ещё один вид способностей — брейк-арты — позволяет наносить врагам большой урон, расходуя часть собственных очков жизни. Зажатие кнопки L2 на геймпаде PlayStation позволяет приостановить бой и вызвать меню быстрого доступа к магии.
Важным элементом в боевой системе является характеристика под названием «риск»; механика его применения сходна с системой очков ярости в других играх. Значение риска отображается под индикаторами очков жизни и магии. Каждая совершённая игроком атака увеличивает уровень риска, и с ним снижается точность атак, а также персонаж становится более уязвимым для вражеских ударов. При высоких уровнях риска возрастает вероятность критического удара, наносящего повышенный урон, но и враги могут убить героя несколькими ударами.

## Сюжет

### Игровой мир

Символ Распятия (The Rood) с тремя перекладинами играет в Vagrant Story двойную роль: как религиозный символ, аналогичный кресту в христианстве, и, в перевернутом виде (The Rood Inverse), как ключ к власти над тёмными силами города Леа-Монда

Действие игры происходит в вымышленном мире, выполненном в антураже тёмного фэнтези, в городе Леа-Монд (англ. Leá Monde), который расположен в королевстве Валендия (англ. Valendia). Во время событий игры государство охвачено гражданской войной. Леа-Монд — старинный город: он был основан за две тысячи лет до начала действия игры на острове, окружённом рифами. Стены Леа-Монда являются свидетелями многих сражений, и, как утверждается в игре, во всей Валендии не было более неприступной крепости. За 25 лет до событий игры Леа-Монд был разрушен землетрясением и превратился в город-призрак. Однако история города уходит ещё в более древние времена, когда в нём жила пророчица Мюлленкамп (англ. Müllenkamp), жрица древней и прекратившей своё существование ко временам игры религии под названием Кильдея (англ. Kildea).
В центре города находятся Великий Собор и, в подземельях под ним, древний храм Кильдеи. Со всех четырёх сторон город огорожен крепостными стенами. Под землей, прямо в черте города, находятся заброшенные шахты и известняковый карьер, многочисленные катакомбы и подземелья. События пролога и эпилога игры проходят вне Леа-Монда — в торговом городе Грейлендс (англ. Graylands), где находится поместье герцога Бардорбы, и столице Валендии — городе Вальнейн (англ. Valnain). В Вальнейне находится штаб-квартира организации Валендийских Рыцарей Мира (англ. Valendine Knights of Peace), к которой принадлежит главный герой Эшли Райот. При разработке дизайна Леа-Монда, Вальнейна и замка Бардорбы создатели игры вдохновлялись средневековой французской архитектурой.
Ключевым объектом в мифологии игры является Тьма (англ. The Dark) — бесформенная, неосязаемая сущность, обитающая в Леа-Монде. Она незаметно поражает тех, кто с ней соприкоснулся, и они уже не могут умереть: даже после телесной смерти их души остаются навечно привязанными к городу. Такие бесплотные души разыскивают тела, которыми могут овладеть, поэтому на улицах Леа-Монда появляются ожившие мертвецы. Однако при жизни те, кто соприкоснулся с Тьмой, получают сверхъестественные таланты — например, читать чужие мысли или наблюдать за далёкими событиями. Существует способ управлять Тьмой и подчинить её и все порабощенные городом души своей власти. Ключом к ней является так называемый Кровавый Грех (англ. Blood-Sin), передаваемый от одного хранителя к другому, «наследнику», который пожертвует своей душой, отдав её Тьме, но взамен получит власть над последней. Герцог Бардорба и Сидней пытались не допустить, чтобы эта власть попала в руки тех, кто может распорядиться ей дурным образом.

### Персонажи

Основные персонажи Vagrant Story. Слева направо: Калло, Джошуа, Хардин, герцог Бардорба, Эшли, Сидней, Гильденстерн и Розенкранц. Иллюстрации Акихико Ёсиды

Протагонистом игры является Эшли Райот (англ. Ashley Riot), специальный агент-«рискбрейкер» из организации Валендийских Рыцарей Мира (ВРМ) — своего рода службы государственной безопасности, обслуживающей интересы правительства. В прошлом у Эшли была жена Тиа (англ. Tia) и маленький сын Марко (англ. Marco), но они погибли во время гражданской войны, что заставило Эшли ожесточиться.
Молодая женщина по имени Калло Мерлоуз (англ. Callo Merlose), неопытный агент-«инквизитор» на службе ВРМ, должна работать совместно с Эшли, но их пути расходятся вскоре после начала игры, когда Калло оказывается заложницей в руках сектантов. Благодаря соприкосновению со Тьмой в Леа-Монде она обрела талант — читать мысли других людей. Ян Розенкранц (англ. Jan Rosenkrantz) — по собственному утверждению, ещё один рискбрейкер, посланный ВРМ на помощь Эшли, однако преследующий в Леа-Монде собственные цели.
В сюжете Vagrant Story играет немалую роль семейство Бардорба, хотя его представители: находящийся на смертном одре герцог Альдус Байрон Бардорба (англ. Duke Aldous Byron Bardorba) и его немой четырёхлетний сын Джошуа (англ. Joshua Corrinne Bardorba) — появляются лишь в немногих сценах. Герцог Бардорба является истинным хозяином ключа к городу, потомком жрицы Мюлленкамп. Сидней Лосстарот (англ. Sydney Losstarot) — бессмертный чародей и вождь культа Мюлленкамп, носитель Кровавого Греха — является в действительности старшим сыном герцога Бардорбы; он пытается передать Кровавый Грех в другие, более надёжные руки. Сидней — калека, он потерял собственные руки и ноги ещё в детстве и вместо них использует металлические протезы, которые магическим образом повинуются ему, подобно конечностям из плоти и крови. Джон Хардин (англ. John Hardin), помощник Сиднея, когда-то работал на правительство, но был обманут и брошен в тюрьму; после побега он присоединился к культу Мюлленкамп, не зная об истинных планах Сиднея.
Третьей стороной в игре выступают Кровавые Клинки — члены духовного ордена Рыцарей Креста (англ. Cardinal's Knights of the Cross), посланные в Грейлендс, а затем и в Леа-Монд по приказу кардинала Батистума, без ведома ВРМ. Кровавыми Клинками командует Ромео Гильденстерн (англ. Romeo Guildenstern), которого окружающие считают набожным и верным церкви человеком. Гильденстерн соприкоснулся со Тьмой ещё за пределами Леа-Монда и ищет в городе источник силы и могущества. В состав его отряда входят Саманта (англ. Samantha), братья Дуэйн (англ. Duane) и Гриссом (англ. Grissom), Тигер (англ. Tieger), Низа (англ. Neesa) и другие.

### История
Тело — не более чем сосуд для души.

Кукла, водимая кукловодом незримым.

Подумайте сами: ведь тело не вечно.

Плоть чужая пищей служит ему,

Или к праху прах возвратится.

И потому душа обязана лгать,

Предавать, презирать, убивать.
События Vagrant Story носят подзаголовок «Призрачная боль» и занимают одну неделю — от совещания в Вальнейне в прологе игры до смерти герцога Бардорбы в её финале. В прологе сообщается, что герцога убил главный герой игры, Эшли Райот. ВРМ направляет Эшли и Калло в захваченное сектой Мюлленкамп поместье герцога Бардорбы в городе Грейлендс, чтобы прояснить связь между герцогом и сектантами и выяснить, зачем кардинал отправил на освобождение поместья своих Кровавых Клинков. Эшли проникает в поместье, где сталкивается с главой культа Мюлленкамп, Сиднеем. Сидней погибает от руки Эшли, но восстает из мёртвых и призывает крылатую виверну для сражения с Эшли. Сидней и его спутники с похищенным сыном герцога, Джошуа, покидают Грейлендс, отправляясь в Леа-Монд.
Эшли и Калло прибывают на окраину Леа-Монда. Эшли в одиночку пробирается в город через винные погреба, тогда как Калло попадает в руки Сиднея. В винных погребах Эшли сталкивается с Кровавыми Клинками и с Сиднеем; последний пугает Эшли видением-напоминанием о смерти семьи рискбрейкера — жены Тиа и сына Марко, и увлекает рискбрейкера в погоню за собой. Позже герой встречает капитана рыцарей Гильденстерна и его возлюбленную Саманту и подслушивает их разговор о «незавершённой смерти». Гильденстерн считает, что Сидней обрел бессмертие. Эшли убивает одного из Кровавых Клинков, Дуэйна; после этого брат Дуэйна Гриссом устремляется в погоню за Эшли, используя чёрную магию. Позже выясняется, что Гильденстерн ищет в городе книгу под названием «Гран-Гримуар», считая её ключом к власти над Тьмой и бессмертию Сиднея

Vagrant Story использует типичные для кинематографа приёмы монтажа и операторской работы. Внутриигровые сцены на движке игры не отделены от геймплея — они переходят в бои с участием игрока без промежуточных загрузок

Странствуя по городу и его окрестностям в поисках Сиднея и Калло, Эшли встречает сомнительного союзника — другого рискбрейкера, Розенкранца. Он утверждает, что ВРМ и парламент знали о тёмных силах, обитающих в Леа-Монде; парламент ограждал города людей от Тьмы, но в Леа-Монде Тьма обитала изначально. Розенкранц также предлагает Эшли другую версию показанной Сиднеем сцены убийства женщины и ребёнка — Эшли случайно убил совершенно посторонних людей, а потом, повинуясь приказу ВРМ, забыл об этом. Розенкранц встречается с Гильденстерном и Самантой, сообщая им, что весь город и представляет собой «Гран-Гримуар» — огромный магический круг, в центре которого находится Великий Собор.
Калло, вместе с маленьким Джошуа остающаяся пленницей мюлленкампцев, открывает в себе новый талант — читать мысли окружающих. Она видит эти мысли в виде серых призраков, обращающихся к ней; читая мысли Хардина, она узнает о планах секты и о недоверии между Хардином и Сиднеем; мысленный образ Сиднея Калло видит в виде маленького мальчика, очень похожего на Джошуа. Сидней намерен передать Эшли власть над Леа-Мондом, видя в рискбрейкере достойного преемника для своего отца, герцога Бардорбы. Сам Эшли не желает становиться наследником, и его единственная цель в данный момент — спасение Калло Мерлоуз. Розенкранц считает наилучшим наследником города себя самого и пытается силой добиться от Сиднея передачи власти над Тьмой ему. Оживлённая Сиднеем статуя убивает Розенкранца.
Гильденстерн и немногие оставшиеся у него люди добираются до верхних этажей Великого Собора, где находят Калло, Хардина и Джошуа. Гильденстерн осознает, что ключ к городу Сидней всегда носил при себе: власть над Тьмой Сиднею даёт выжженное на его спине клеймо в виде перевернутого распятия — Кровавый Грех. Гильденстерн намерен подчинить Тьму себе и с её помощью обрести власть над другими людьми, поработив Валендию; он заживо сдирает кожу с Кровавым Грехом со спины Сиднея и прилепляет к себе на спину. Действительно, Тьма подчиняется ему — Гильденстерн получает сверхчеловеческую силу и приобретает демонический облик, однако Эшли сходится с ним в финальном бою и побеждает.
После победы на спине Эшли появляется новое клеймо — передача власти свершилась. Леа-Монд рушится, уцелевшие герои покидают город. Хардин вскоре умирает, судьба Калло и Джошуа остаётся неизвестной. В эпилоге умирающего герцога Бардорбу под личиной Эшли посещает Сидней, сообщая отцу об успешной передаче наследства. В последние минуты жизни герцог убивает Сиднея и умирает сам. В финале игры Эшли, овладевший своими новыми силами и скрывающийся под личиной Калло, появляется на улицах Вальнейна.

## Разработка

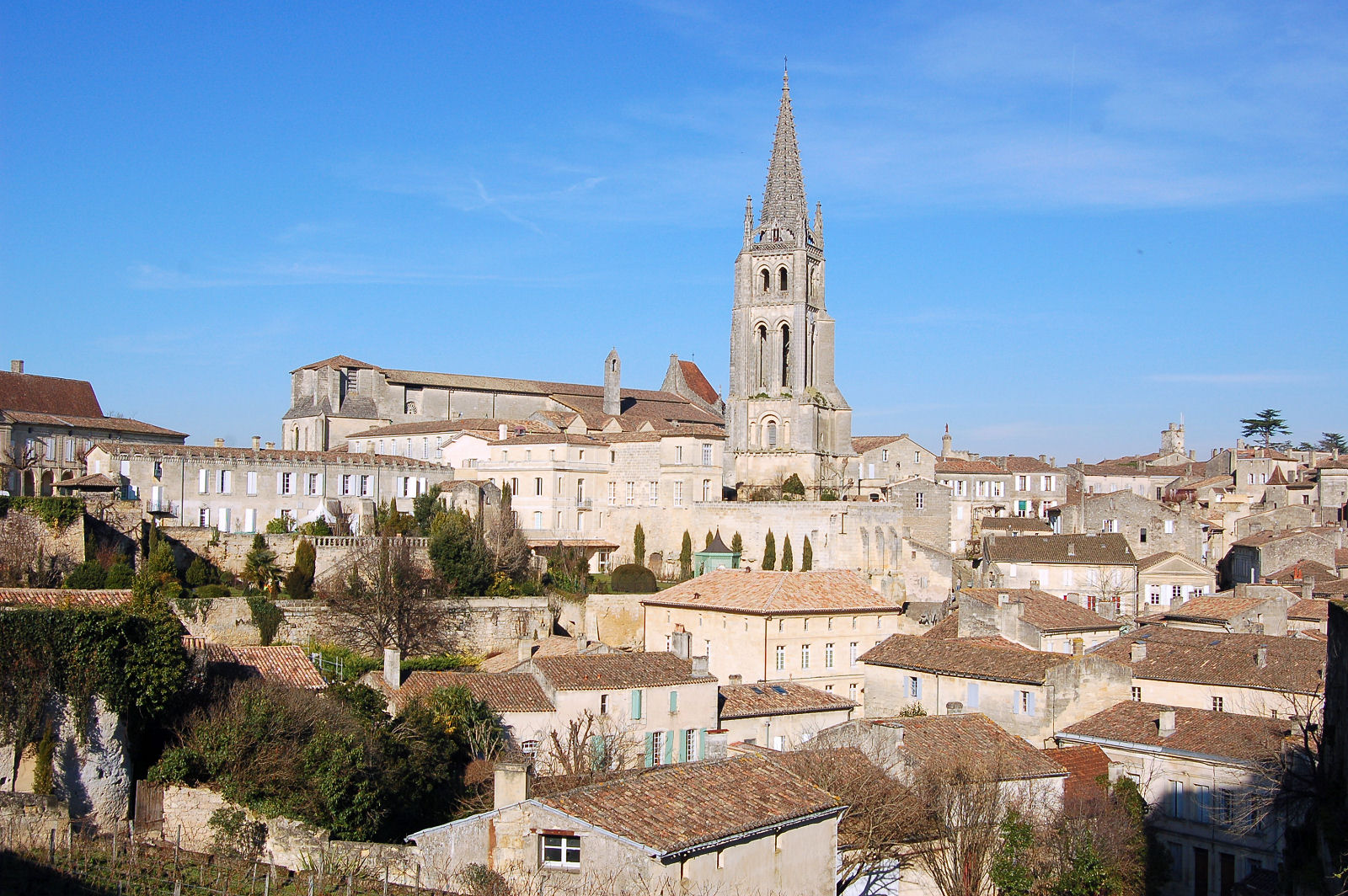
Прообразом для архитектуры Леа-Монда послужил французский город Сент-Эмильон

По словам руководителя и продюсера Ясуми Мацуно, команда разработчиков не стремилась вместить Vagrant Story в формат какого-то определённого жанра. Игра содержит элементы и компьютерной ролевой игры, и квеста, и платформера; необходимость для игроков думать и тщательно избирать вооружение и тактику боя, с точки зрения Мацуно, делали её сродни тактическим ролевым играм. Процесс разработки игры был основан не на долгосрочном планировании, а на мозговых штурмах и сборе идей у всех сотрудников студии. Хотя при работе над Vagrant Story и использовался опыт предыдущих проектов, она была задумана как нечто совершенно новое, отличающееся от игр-предшественниц и внешне, и по содержанию — стилю игры, чувствам, которые она должна вызывать у игроков.
На ранних этапах разработки игры Ясуми Мацуно увидел фотографии, сделанные одним из его коллег во время туристической поездки во Францию, в частности, в местечке Сент-Эмильон близ Бордо, известном своими виноградниками. В сентябре 1998 года группа из пяти разработчиков, включая самого Мацуно и главных художников и дизайнеров студии, сама посетила Сент-Эмильон, чтобы перенести в игру впечатления от увиденного. Сент-Эмильон послужил прообразом для Леа-Монда, тогда как поместье герцога Бардорбы было смоделировано по образу и подобию одного из парижских зданий.
Vagrant Story разрабатывалась во времена, когда большинство игр перешло на трёхмерную графику. Популярность сложных полигональных моделей, перемещаемых в реальном времени, привела к решению сделать такой же и графику Vagrant Story. По словам главного программиста игры Таку Мураты, Vagrant Story была для него первым проектом, полностью основанным на трёхмерной графике. Такой подход позволил эффективно организовать движение камеры, передавать эмоции персонажей мимически — с помощью манипуляции глазами и ртом модели персонажа. Перед программистами была поставлена задача сохранить частоту кадров в игре на уровне не менее 30 кадров в секунду. При этом на каждой карте могло присутствовать до 3000 полигонов, и модель каждого отдельного персонажа могла состоять из 300 полигонов максимум. Изначально трёхмерные модели в игре были ещё более сложными, но из-за аппаратных ограничений PlayStation во многих моделях в процессе разработки пришлось радикально сократить количество полигонов. Этот шаг сделал модели менее выразительными, но облегчил работу консоли. Как отмечал арт-директор игры Хироси Минагава, детально разрабатывались даже модели персонажей, появлявшихся в игре на считанные секунды. Одни и те же модели использовались и в боях, и внутриигровых сценах на движке игры, чтобы создать плавный переход между сюжетными событиями и игровым процессом.
Хотя большинство японских игр того времени выводило текст диалогов в прямоугольных окнах в нижней или верхней части экрана, из желания сделать игру более привлекательной для западного игрока прямоугольные окна заменили «словесными пузырями», как в западных комиксах. Вступительная заставка в начале игры, в отличие от выполненных на движке игры внутриигровых сцен, была создана с помощью CGI. Над этим тридцатисекундным видеороликом работала команда, ранее занимавшаяся созданием видеозаставок при разработке Final Fantasy VIII. Создание видеоролика заняло три месяца. Танцовщица, исполняющая в ролике танец живота — жрица Мюлленкамп, которая не появляется в игре, но несколько раз упоминается героями. Мацуно просил создателей видеоролика сделать его похожим на вступительные заставки фильмов о Джеймсе Бонде.
Более чем половина изначально задуманного сценария не была реализована в игре из-за ограничений архитектуры консоли и крайне сжатого времени разработки. Изначально в игру предполагалось ввести возможность кооперативного прохождения для двух игроков и соответственно двух персонажей-спутников; если в Vagrant Story играл только один игрок, вторым персонажем должен был управлять искусственный интеллект. Эта задумка была отброшена как слишком сложная для реализации, однако частично она была воплощена в жизнь в более поздней игре Мацуно — Final Fantasy XII. Ясуми Мацуно также упоминал в интервью, что задумывал ввести в игру нескольких управляемых AI спутников, которые присоединились бы к Эшли ближе к середине игры, однако от этой идеи пришлось отказаться из-за нехватки оперативной памяти у PlayStation. Один из набросков к игре, созданных Акихико Ёсидой и демонстрируемых в заключительных титрах игры, показывает Эшли в компании двух Рыцарей Креста — Тигера и Низы, в игре являющихся противниками героя; возможно, эти персонажи были задуманы в качестве напарников.

### Продвижение и выпуск
Демонстрационная версия Vagrant Story была включена в японское издание игры Seiken Densetsu: Legend of Mana. Во время мероприятия Square Millennium Event в Токио демонстрировалось видео с игровым процессом игры, где был показан начальный видеоролик и разработка системы оружия. Мацуно утверждал, что нормальное прохождение игры займет пять-шесть часов.
В Северной Америке Vagrant Story была выпущена в ходе промокампании Square Summer of Adventure, длившейся с мая по сентябрь 2000 года. Игра была выпущена на двух компакт-дисках — на первом находилась собственно игра, а второй, под названием 2000 Collector’s CD Vol.3, содержал демоверсии других игр от Square: Chocobo Racing, Front Mission 3 и Threads of Fate, Chrono Cross, SaGa Frontier 2, Chocobo’s Dungeon 2 и Legend of Mana. Оба диска были включены в североамериканский релиз 15 мая 2000 года. Выпуск Vagrant Story в Канаде был задержан из-за несоответствия региональным нормам: согласно требованию властей Квебека, выходящие в Канаде компьютерные игры должны были снабжаться инструкциями на французском и английском языках. В европейском релизе диск с демонстрационными версиями проектов от Square отсутствует.
Японская компания DigiCube — дочернее предприятие Square — выпустило на территории Японии две книги с руководствами и дополнительной информацией по игре. Вторую из них, входящую в серию Ultimania, подготовила компания Studio BentStuff.
- Vagrant Story: Koryaku Hon for beginners = ベイグラントストーリー 最速攻略本 for beginners. — DigiCube, 2000. — 144 с. — ISBN 4-925075-74-8.
- Vagrant Story Ultimania = ベイグラントストーリー アルティマニア. — DigiCube, 2000. — 496 с. — ISBN 4-925075-75-6.

Ещё одну книгу-руководство выпустило японское издательство ASCII:
- Vagrant Story Kanzen Guide Book = ベイグラントストーリー 完全ガイドブック. — ASCII, 2000. — 240 с. — ISBN 4-925075-74-8.

В США на английском языке были выпущены две книги-руководства:
- Birlew, Dan. Vagrant Story Official Strategy Guide. — Brady, 2000. — 173 с. — ISBN 1-566869-71-4.
- A.J. Durai (псевдоним). Vagrant Story Strategy Guide (Authorised Collection). — Piggyback Interactive, 2000. — 164 с. — ISBN 1-903511-00-3.

В Японии продавались ювелирные изделия, футболки, зажигалки и плакаты с изображением героев и символики игры.
В США к проведению выставки Electronic Entertainment Expo в Лос-Анджелесе в мае 2000 года компанией Eruptor Entertainment был выпущен комикс Vagrant Story E3 Preview Edition — маленьким тиражом, для распространения только на выставке. Комикс содержал 12 чёрно-белых рисунков, объединённых внутренним монологом героя Эшли Райота, и интервью с руководителем разработки и сценаристом игры, Ясуми Мацуно.
В 2003 году, спустя три года после выпуска, Vagrant Story была переиздана в серии Greatest Hits и продавалась по более низкой цене. Ещё позже, в 2006 году, игра была переиздана в серии Ultimate Hits. В 2009 году портированная версия игры для PlayStation Portable и PlayStation 3 была выпущена в сети цифровой дистрибуции PlayStation Network; в Северной Америке эта версия игры была выпущена лишь в 2011 году.

### Локализация
Переводом игры с японского языка на английский для издания в Северной Америке и Европе занимался Александер О. Смит, позже участвовавший в локализации Final Fantasy XII и PSP-версии Final Fantasy Tactics. Игра не содержит речевого озвучивания, поэтому роль Смита включала в себя только перевод текста. Это была первая самостоятельная работа Смита над переводом игры — изначально игра была поручена другому переводчику, а Смит должен был заниматься только незначительной редакторской работой. Однако с уходом первоначального переводчика на другой проект Смит возглавил локализацию игры. Кроме него, над Vagrant Story работали японская переводчица Аманда Кацурада, занимавшаяся переводом названий предметов, и редактор Ричард Эмтауэр. По словам Смита, возможность поработать над игрой, «которая так и просилась, чтобы её перевели на английский язык», была для него «везением». Ричард Ханивуд, другой переводчик, работавший в Square в конце двухтысячных годов, вспоминал: «Работа Алекса над Vagrant Story нас просто потрясла» и сравнивал Смита с игроком в бейсбол, который выходит на позицию и сразу же отбивает мяч за пределы стадиона. Продюсер и сценарист игры Мацуно тесно сотрудничал с группой, занимавшейся локализацией — он консультировал переводчиков и в самом начале работы над английской версией снабдил Смита и его коллег предварительным глоссарием и большими справочными текстами о мире, персонажах и их отношениях друг с другом, а в дальнейшем рассматривал и утверждал предложенные переводчиками варианты имён и названий.
Характерной особенностью перевода Смита является нарочито сложный и богатый язык, соединяющий архаичные слова и формы речи со вполне современными. Редактор игры Эмтауэр имел филологическое образование и специализировался на творчестве Чосера; с его помощью и на материале нескольких средневековых поэм на среднеанглийском языке Смит постарался придать текстам игры средневековый колорит, одновременно сохранив доступность диалогов для современного игрока. Он считал «разрушительными» методы, которыми пользовались в тех же целях переводчики многих консольных игр — например, неумеренное использование устаревших местоимений thou и thee. По словам Смита, в Vagrant Story есть только одно thee, и то в прямой цитате из Библии. Работа над переводом игры заняла два месяца.
Позже Смит замечал, что крайне доволен своим переводом Vagrant Story, но если бы у него была возможность снова заняться этой игрой, он перевел бы её иначе. Опыт работы над Final Fantasy XII и знакомство с созданной и озвученной поклонниками игры радиопьесой по Vagrant Story привели Смита к мысли о том, что диалоги в его переводе являются слишком книжными, не предназначенными для произнесения вслух.

## Музыкальное сопровождение
Вся музыка к игре была написана композитором Хитоси Сакимото — ему же принадлежит музыкальное сопровождение Final Fantasy Tactics и более поздней Final Fantasy XII. В записи оркестровой музыкальной темы, звучащий на финальных титрах — Staff Roll — принял участие скрипач Масацугу Синодзаки и его группа Shinozaki Group. Хиросато Нода исполнял написанную Сакимото музыкальную тему Great Cathedral. Его коллега Хидэнори Ивасаки участвовал в записи музыкального сопровождения к вступительной заставке игры — треку Opening Movie.
На ранних этапах разработки игры Ясуми Мацуно предложил композитору использовать традиционный балийский музыкальный инструмент — фактически с этого началось написание музыки к игре. По словам Сакимото, первоначально он написал «яркие и веселые» мелодии, похожие на музыкальные темы из Final Fantasy Tactics, но все тот же Мацуно объявил ему, что хочет видеть музыку Vagrant Story «более глубокой и гнетущей», сделав следующее сравнение: «вы сейчас пишете музыку к „Индиане Джонсу“, а мне, знаете ли, нужны „Секретные материалы“». Сакимото написал отдельные музыкальные темы для всех главных персонажей, постаравшись отразить их несхожесть друг с другом, характеры и отношения через разнообразие используемых инструментов и тонов. Сочиняя музыкальные темы подземелий, через которые приходится пробираться герою, композитор старался следовать сюжету игры и чувствам, вызываемым у игрока: на ранних этапах игры окружение выглядит простым и понятным для игрока, и музыка ему соответствует, но ближе к финалу музыка становится более таинственной, соответствующей загадкам Леа-Монда и душевным терзаниям персонажа. Работа Сакимото над музыкальным сопровождением к Vagrant Story заняла 18 месяцев, и ради неё композитору пришлось отказаться от участия в разработке игры Ogre Battle 64: Person of Lordly Caliber — музыку к этой игре писали другие композиторы. Саундтрек к Vagrant Story остаётся одной из любимых работ Хитоси Сакимото.

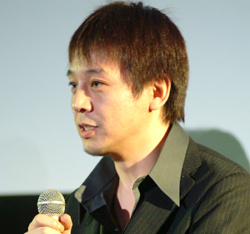
Ведущим композитором Vagrant Story был Хитоси Сакимото

Музыкальный альбом Vagrant Story Original Soundtrack (SSCX-10042) был издан на двух компакт-дисках 8 марта 2000 года лейблом DigiCube — одной из дочерних компаний Square. Альбом содержит 57 треков, две из которых являются бонусными мелодиями, не включённые в игру. Эти два трека — Opening Movie (Fight mix) и Dungeon (Robot mix) — представляют собой ремиксы написанных Сакимото треков, созданные звукорежиссёром Такэхару Исимото и клавишником Хиросато Нодой соответственно. В комплекте был небольшой буклет, содержащий интервью с Хитоси Сакимото о создании альбома. Переиздание саундтрека (SQEX-10068/9) состоялось 24 марта 2006 года компанией Square Enix. По составу оно аналогично первому изданию саундтрека, но треки в нём подверглись ремастерингу с целью улучшения качества звука. Эту работу провел штатный звукорежиссёр Square Enix Кэндзи Нагасима, ранее участвовавший и в первоначальной записи саундтрека.
| №                   | Название | Английское название                                                   | Длительность |
| ------------------- | --- | --------------------------------------------------------------------- | ------------ |
| 1.                  | «Opening Movie»                                                                                                  |                                                                       | 1:17         |
| 2.                  | «バレンディア治安維持騎士団本部~バルドルバ公爵邸内» (барэндиа тиан идзи кисидан хомбу~барудоруба ко:сяку тэйнай) | Valendia Knights of Peace Headquarters — Inside Duke Bardorba’s Manor | 4:27         |
| 3.                  | «グレイランド事件クライマックス» (гурэйрандо дзикэн кураймаккусу)                                                | Graylands Incident Climax                                             | 11:52        |
| 4.                  | «序文~グレイランド事件に関する調査書» (дзёбун~гурэйрандо дзикэн ни кансуру тё:сасё)                              | Preface — Graylands Incident Investigation Report                     | 2:20         |
| 5.                  | «閉ざされたレアモンデ» (тодзасарэта рэамондэ)                                                                    | Closed Leá Monde                                                      | 3:20         |
| 6.                  | «ミノタウロス» (минотауросу)                                                                                     | Minotaur                                                              | 2:42         |
| 7.                  | «追憶» (цуйоку)                                                                                                  | Remembrance                                                           | 1:26         |
| 8.                  | «地下墓地» (тикаботи)                                                                                            | Catacombs                                                             | 4:34         |
| 9.                  | «デュラハン» (дюрахан)                                                                                           | Dullahan                                                              | 1:57         |
| 10.                 | «偽りの記憶» (ицувари но киоку)                                                                                  | A False Memory                                                        | 5:12         |
| 11.                 | «地下教会» (тикакё:кай)                                                                                          | Sanctum                                                               | 2:17         |
| 12.                 | «ゴーレム» (го:рэму)                                                                                             | Golem                                                                 | 2:18         |
| 13.                 | «罠を張る兎» (вана о хару усаги)                                                                                 | Snares Laid by the Hare                                               | 1:21         |
| 14.                 | «廃坑第一層» (хайко: дайиссо:)                                                                                   | Abandoned Mines, B1                                                   | 2:43         |
| 15.                 | «聖印騎士団» (сэйин кисидан)                                                                                     | Knights of the Cross                                                  | 1:59         |
| 16.                 | «ワイバーン» (вайба:н)                                                                                           | Wyvern                                                                | 1:43         |
| 17.                 | «レアモンデ市街地» (рэамондэ сигайти)                                                                            | Town Center of Leá Monde                                              | 3:19         |
| 18.                 | «対面» (таймэн)                                                                                                  | A Meeting                                                             | 3:03         |
| 19.                 | «羽虫の森» (хамуси но мори)                                                                                      | Snowfly Forest                                                        | 2:55         |
| 20.                 | «リザードマン» (ридза:доман)                                                                                     | Lizardman                                                             | 1:24         |
| 21.                 | «もう一人のリスクブレイカー» (мо:хитори но рисукубурэйка:)                                                       | Another Riskbreaker                                                   | 1:20         |
| 22.                 | «外壁内部» (гайхэки найбу)                                                                                       | Inside the City Walls                                                 | 1:58         |
| 23.                 | «洗脳» (сэнно:)                                                                                                  | Brainwashing                                                          | 1:29         |
| 24.                 | «ローゼンクランツ» (ро:дзэнкуранцу)                                                                              | Rosencrantz                                                           | 1:57         |
| 25.                 | «地下街» (тикагай)                                                                                               | Undercity                                                             | 3:46         |
| 26.                 | «Game Over» |                                                                       | 0:29         |
| Общая длительность: | Общая длительность:                                                                                              | Общая длительность:                                                   | 73:08        |

| №                   | Название                                                                    | Английское название               | Длительность |
| ------------------- | --------------------------------------------------------------------------- | --------------------------------- | ------------ |
| 1.                  | «Workshop»                                                                  |                                   | 2:36         |
| 2.                  | «ティーガー&ニーチ» (ти:га: то ни:ти)                                       | Tieger & Neesa                    | 3:13         |
| 3.                  | «カーリー» (ка:ри:)                                                         | Kali                              | 1:37         |
| 4.                  | «ジョシュア2» (дзёсюа 2)                                                    | Joshua 2                          | 0:59         |
| 5.                  | «ナイトメア» (найтомэа)                                                     | Nightmare                         | 1:41         |
| 6.                  | «開眼» (кайган)                                                             | Awakening                         | 1:32         |
| 7.                  | «ジョシュア» (дзёсюа)                                                       | Joshua                            | 2:06         |
| 8.                  | «廃坑第2層» (хайко: дайнисо:)                                               | Abandoned Mines, B2               | 4:20         |
| 9.                  | «アイアンクラブ» (айан курабу)                                              | Iron Crab                         | 1:46         |
| 10.                 | «血塗れの罪» (тимамурэ но цуми)                                             | Blood-Sin                         | 1:16         |
| 11.                 | «逆聖印の入れ墨» (гяку сэйин но ирэдзуми)                                   | Rood-Inverse Tattoo               | 2:08         |
| 12.                 | «回想» (кайсо:)                                                             | Reminiscence                      | 0:46         |
| 13.                 | «ライムストーン運搬溝» (раймусуто:н умпаммидзо)                             | Limestone Quarry                  | 2:40         |
| 14.                 | «ダークエレメント» (да:ку эрэмэнто)                                         | Dark Element                      | 2:14         |
| 15.                 | «ローゼンクランツの最後~カーリー» (ро:дзэнкуранцу но сайго~ка:ри:)          | The End of Rosencrantz — Kali     | 2:12         |
| 16.                 | «オーガ» (о:га)                                                             | Ogre                              | 2:08         |
| 17.                 | «キルティア神殿» (кирутиа синдэн)                                           | Temple of Kiltia                  | 2:10         |
| 18.                 | «大聖堂» (дайсэйдо:)                                                        | Great Cathedral                   | 1:16         |
| 19.                 | «イフリート» (ифури:то)                                                     | Ifrit                             | 3:03         |
| 20.                 | «ファンファーレ» (фанфа:рэ)                                                 | Fanfare                           | 0:36         |
| 21.                 | «最後の力» (сайго но тикара)                                                | Last Strength                     | 1:19         |
| 22.                 | «大聖堂屋根裏» (дайсэйдо: янэура)                                           | Great Cathedral Attic             | 2:00         |
| 23.                 | «転生の宴» (тэнсэй но утагэ)                                                | Banquet of Transmigration         | 2:08         |
| 24.                 | «真実» (синдзицу)                                                           | Truth                             | 3:50         |
| 25.                 | «異形の者» (игё: но моно)                                                   | Grotesque Creature                | 2:10         |
| 26.                 | «脱出» (дассюцу)                                                            | Escape                            | 2:09         |
| 27.                 | «エピローグ» (эпиро:гу)                                                     | Epilogue                          | 1:06         |
| 28.                 | «レアモンデの夜明け~放浪者の物語» (рэамондэ но ёакэ~хо:ро:ся но моногатари) | Dawn of Leá Monde — Vagrant Story | 2:49         |
| 29.                 | «Staff Roll»                                                                |                                   | 7:28         |
| 30.                 | «Opening Movie (Fight mix) [бонусный трек]»                                 |                                   | 5:21         |
| 31.                 | «Dungeon (Robot mix) [бонусный трек]»                                       |                                   | 3:38         |
| Общая длительность: | Общая длительность:                                                         | Общая длительность:               | 74:17        |

## Отзывы и популярность
| Сводный рейтинг       | Сводный рейтинг |
| Агрегатор             | Оценка          |
| --------------------- | --------------- |
| GameRankings          | 91,97 %         |
| Metacritic            | 92/100          |
| MobyRank              | 93/100          |
| Иноязычные издания    |                 |
| Издание               | Оценка          |
| 1UP.com               | A               |
| AllGame               | [ 82 ]          |
| Edge                  | 7/10            |
| EGM                   | 9,16/10         |
| Eurogamer             | 10/10           |
| Famitsu               | 40/40           |
| Game Informer         | 9/10            |
| GamePro               | 5/5             |
| GameSpot              | 9,6/10          |
| IGN                   | 9,6/10          |
| OPM                   | 4,5/5           |
| AllRPG.com            | 8,7/10          |
| PSXExtreme.com        | 9,6/10          |
| Русскоязычные издания |                 |
| Издание               | Оценка          |
| «Страна игр»          | 9,0/10          |

В мае 2000 года Vagrant Story заняла пятое место в списке самых продаваемых игр для PlayStation в данном месяце. В первые 20 дней с момента релиза игры было продано 100 тысяч копий игры, однако Vagrant Story оставалась в тени других, вышедших одновременно с ней игр от Square, таких как Final Fantasy IX, Legend of Mana и Chrono Cross. Сайт IGN, ссылаясь на неназванные источники в Square, утверждал, что выход сиквела к игре был бы возможен, если бы продажи Vagrant Story в США превзошли 500 тысяч копий. Vagrant Story стала третьей — и единственной на PlayStation — игрой, получившей максимальную оценку от журнала Famitsu — 40 из 40 возможных.
Обозреватель сайта 1UP.com обратил внимание прежде всего на красоту игры, охарактеризовав её как «Metal Gear Solid времен Ренессанса» и высоко оценив реалистичность графики, внимание к деталям, прекрасное музыкальное и звуковое сопровождение. По словам автора обзора, хотя это всего лишь вторая полностью трёхмерная игра Square после Brave Fencer Musashi, она входит в число самых совершенных в графическом плане игр на PlayStation. Закрученный сюжет игры был назван «византийским»; критику вызвала лишь излишне сложная механика усовершенствования и применения оружия.
Дэвид Здырко (англ. David Zdyrko), автор с портала IGN, в своём обзоре также сравнил Vagrant Story с Metal Gear Solid. Вступительные сцены игры он объявил лучшими, какие только можно встретить в игре, и сравнил главные сюжетные повороты игры с сюжетными поворотами фильмов «Бойцовский клуб» и «Шестое чувство». «Средневековый» язык английской версии игры, «несмотря на случайные опечатки и грамматическую икоту», вызвал у обозревателя уважение. Боевая система была описана как крайне глубокая и интуитивная, способная привлечь к себе поклонников как Action/RPG, так и традиционных пошаговых компьютерных ролевых игр. Здырко опроверг ходившие до выхода игры слухи о том, что её прохождение занимает всего пять-семь часов, заверив читателей его рецензии, что прохождение займет больше 30 часов. В качестве недостатков игры обозреватель назвал неровный баланс — некоторые рядовые противники могут быть более опасными, чем боссы — и слишком редкие точки для сохранения игры.
Обозреватель портала GameSpot Питер Бартолоу (англ. Peter Bartholow) описал Vagrant Story как «почти совершенную игру», хотя и довольно короткую, но по глубине и насыщенности сюжета и игрового процесса намного превосходящую более длинные игры. Популярное среди других авторов описание Vagrant Story как «Metal Gear Solid в средневековье» он посчитал одновременно верным — из-за кинематографичности и внимания разработчиков к деталям — но одновременно и ошибочным, поскольку Vagrant Story не является стелс-экшеном. Графику и визуальный стиль игры он охарактеризовал как «пиршество для глаз». Бартолоу высоко оценил глубину контроля над происходящим, который игра предоставляет игроку, но посчитал недостатком её чрезмерную переусложненность, отметив, что полное понимание характеристик вооружения и принципов их роста в определённые моменты игры является обязательным для прохождения. Тем не менее, Бартолоу назвал Vagrant Story игрой, которую не следует пропускать.
В обзоре Eurogamer, опубликованном в 2000 году, насыщенный неожиданными поворотами сюжет игры в шутку уподоблен «четырем змеям, играющим в твистер». По словам анонимного автора обзора, за почти невинным фасадом игрового процесса Vagrant Story скрывается глубокая и сложная ролевая система, которая заставит поломать голову даже самого опытного искателя приключений. Особо был отмечен перевод игры и сказано, что переводчики достойны медали за свой труд. В ретрообзоре 2012 года, также опубликованном на портале Eurogamer, обозреватель Саймон Паркин (англ. Simon Parkin) посчитал, что стержнем сюжета игры, скрытым под покровами средневековых интриг, гримуаров и борьбы за власть методами плаща и кинжала является противостояние двух героев, Эшли Райота и Сиднея Лосстарота. Последний назван в обзоре Eurogamer «самым завораживающе жутким» из всех образов злодеев, когда-либо созданных Square. Систему создания и усовершествования оружия Паркин назвал головокружительно гибкой, а общую атмосферу игры — тяжёлой и гнетущей, в первую очередь благодаря детально разработанным декорациям. Паркин подчеркнул, что благодаря профессиональной режиссуре и изощренной работе камеры внутриигровые сцены покинули рамки обычной для компьютерных игр пантомимы и стали чем-то большим.
Обозреватель журнала Edge назвал игру «атипичной во всех возможных отношениях»; с его точки зрения, даже обложка Vagrant Story обманчива — изображенные рядом персонажи, Эшли Райот и Калло Мерлоуз, в игре практически не контактируют, и некие намёки на интимность появляются лишь в финале игры между другими героями, Эшли и его антагонистом, Сиднеем. По словам обозревателя, уверенность, с которой прописаны персонажи Vagrant Story, переводит сцены игры из разряда пантомимы в разряд захватывающего театрального представления; Vagrant Story сочетает детально прорисованные исторические декорации с анахроничным дизайном персонажей и их костюмов, привносящим в жанр компьютерной игры «подиумную сексуальность». Изощренная постановка сцен и постоянное движение камеры, по его мнению, позволяют наделить даже самые вяло протекающие сцены внутренним напряжением. Игровая механика сочтена слишком недружественной к игроку — если бы её освоение было проще, Vagrant Story бы удалось снискать больше поклонников. Дополнительные уровни, открываемые при повторном прохождении, противопоставляются остальной игре: если доступный при первом прохождении контент полностью посвящён рассказываемой истории, то дополнительный — целиком и полностью компьютерная игра, что не позволяет воспринимать Vagrant Story как чистое произведение искусства. Vagrant Story названа «великолепным, невозможным беспорядком», который невозможно повторить или продолжить.
Редакция журнала PSM3 в своём ретрообзоре нашла даже отсутствие озвучивания в Vagrant Story примечательным, посчитав, что насыщенные и прекрасные тексты игры только проиграли бы от произнесения вслух. Авторы обзора противопоставили Vagrant Story как взрослое и серьёзное произведение типичным японским ролевым играм тех времён, с их героями-подростками и примитивными сюжетами. С их точки зрения, бо́льшую роль в создании мрачной и прекрасной атмосферы Vagrant Story играет даже не столько визуальная часть, сколько музыка и звук, и прежде всего настраивающие на нужный лад шумы и шорохи в тишине подземелий. Игровой процесс и прежде всего систему развития оружия авторы обзора назвали глубокими, но «нечестными»: игра не предупреждает, насколько она сложна в этом отношении, и не вникший в развитие оружия игрок может оказаться в безвыходном положении, когда ему остаётся только начать игру заново.
Обозреватель Эрик Джонатан Смит (англ. Eric Jonathan Smith) в статье, опубликованной в 2007 году на сайте HardcoreGaming101, проанализировал сюжет игры, связав его с кэмпбелловским мономифом и уподобив вход Эшли Райота в Леа-Монд с покиданием мира смертных и перемещением в сказочное потустороннее пространство, которое меняет самого героя. Преодоление уровней игры, победа над боссами и освоение самим игроком сложной игровой механики сопоставляются с испытаниями, которым подвергается герой мономифа. По словам колумниста пакистанского англоязычного сайта SegmentNext Фейсаля Шахзада (англ. Faisal Shahzad), для него определяющими были три характерные составляющие игры: разрушенный город Леа-Монд — по словам Шахзада, город и есть главный герой игры; безупречный английский перевод и образ антагониста игры, Сиднея Лосстарота.
Ричард Митчелл (англ. Richard Mitchell), один из редакторов блога Joystiq.com, в посвящённой Vagrant Story колонке охарактеризовал игру как путешествие по подземельям (англ. dungeon crawler), пропитанное традиционным японским подходом к созданию компьютерных ролевых игр — тем не менее, он считает Vagrant Story стоящей далеко в стороне от всех прочих игр Square. По мнению Митчелла, механика Vagrant Story по мере освоения требует все более и более навязчивого менеджмента, и поэтому некоторые игроки с погружением в игру будут отсеиваться. Обозреватель журнала «Страна игр» Сергей Овчинников назвал главным достоинством игры продуманную для мелочей атмосферу, а недостатками — несколько однообразные уровни и сложную боевую систему. Овчинников назвал Vagrant Story «лучшей игрой Square на PlayStation»; сравнивая её с Metal Gear Solid, он заявил, что Vagrant Story превосходит творение Хидэо Кодзимы благодаря чрезвычайно выгодно выбранной вселенной. В 2012 году Наталья Одинцова на страницах того же журнала «Страна игр» в статье «10 причин поиграть в Vagrant Story» назвала следующие достоинства игры: нетипичный главный герой, проработанные декорации, сложная, но продуманная боевая система с «условным реалтаймом», кинематографичность, отсутствие «тупой прокачки», свобода творить собственное оружие и доспехи, прекрасный («лучше оригинала») перевод на английский язык, отличный сюжет, «игра, которую Мацуно не помешали сделать».
В 2000 году Vagrant Story получила награду IGN Award, вручаемую в рамках выставки E3 играм, представленным на этой выставке, в категории «Лучшая игра для PlayStation». В 2001 году игра была номинирована на премию Академии интерактивных наук и искусств в категории «Лучшая консольная игра в жанре Action-adventure».

### Влияние

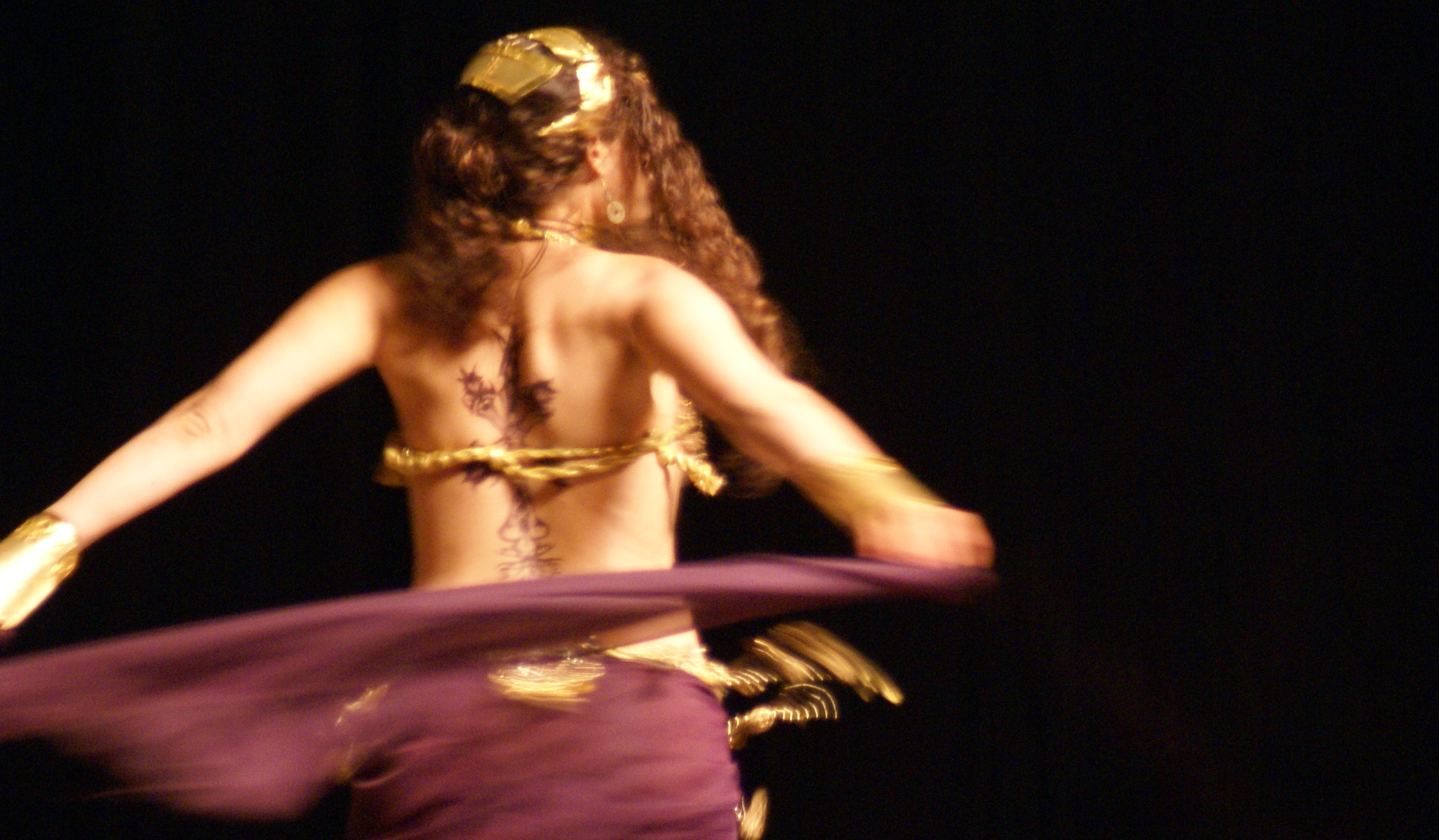
Косплей жрицы Мюлленкамп — персонажа из вступительной заставки к игре

Vagrant Story содержит несколько отсылок к предыдущей игре Ясуми Мацуно, Final Fantasy Tactics; в частности, в игре можно найти предметы, связанные с персонажами Final Fantasy Tactics — рыцарем Агриас и графом Орланду. Ряд более явных отсылок к сюжету и миру Vagrant Story присутствует и в более поздней игре — Final Fantasy XII, объединённой с Final Fantasy Tactics одним и тем же миром Ивалис. Здесь, хотя и с некоторыми различиями в локализации, фигурирует страна Валендия, религия Кильтия, встречаются понятия «рискбрейкер» и «Леа-Монд». В 2004 году Мацуно заявил в интервью журналу Joypad, что мир Ивалис является сложным миром с очень длинной историей, описываемой в Vagrant Story, Final Fantasy Tactics и Final Fantasy XII, и действие предыдущих игр — Vagrant Story и Final Fantasy Tactics — разворачиваются совсем близко от места действия Final Fantasy XII. Ряд игровых журналов и сайтов в разное время утверждал, что и действие Vagrant Story также происходит в Ивалисе.
Тем не менее, Мацуно в 2011 году, отвечая на вопросы поклонников в социальной сети Twitter, объявил, что по изначальной задумке Vagrant Story не относилась к Ивалису, и что её действие, с точки зрения Мацуно, происходит в другом мире, хотя реклама (игры Final Fantasy XII) и может утверждать иначе. Любые отсылки к Final Fantasy Tactics в Vagrant Story, а также к Vagrant Story в Final Fantasy XII он охарактеризовал как «фансервис».
В октябре 2007 года исполнительному продюсеру Акитоси Кавадзу был задан вопрос о возможности создания ремейка или портирования игры на PlayStation Portable, как в случае с Final Fantasy Tactics. Кавадзу отметил, что Vagrant Story, будучи чрезвычайно популярной в зарубежных странах (вне Японии), является «естественным следующим кандидатом для такого обновления», хотя портирование игры и может представлять некоторые трудности. На вопрос о возможном появлении Эшли Райота в играх во вселенной Ивалиса — как, например, Балтьер из Final Fantasy XII появлялся в переиздании Final Fantasy Tactics — Кавадзу ответил, что даже в самой Vagrant Story о прошлой жизни Эшли Райота говорится мало, а его появление в других проектах, связанных с Ивалисом, будет непонятным для игроков. В интервью сайту IGN все тот же Кавадзу упоминал Vagrant Story как игру, которые могли бы выйти в рамках компиляции Ivalice Alliance.